# Ulvsnäs
Ulvsnäs är en herrgård i Öggestorps socken, Jönköpings kommun, på en udde i Stensjön.
Ulvsnäs var tidigare en by med namnet Udnes och bestod under medeltiden av tre gårdar. Det tillhörde Valdemar Birgersson men donerades senare till Alvastra och Vadstena kloster. I samband med reformationen drogs de in till kronan. Gårdarna donerades dock 1574 av Johan III till Peder Svensson Ribbing som lät göra byn till herresäte för sin släkt. Carl Christoffer Ribbing lät 1779 göra Ulvsnäs till fideikommiss inom släkten Ribbing.
En äldre herrgårdsbyggnad förstördes 1701 i samband med en brand och en ny med säteritak och två flyglar uppfördes som ersättning. Denna ersattes dock 1861 av en ny huvudbyggnad med reveterad fasad om två våningar med sadeltak och fronton.